# .sz
.sz is het achtervoegsel van domeinen van websites uit Swaziland.